# Periderm
Periderm je sekundarno krovno tkivo, ki se pojavlja pri lesnatih rastlinah na deblu in koreninah (namesto primarnih krovnih tkiv), razmeroma redko pa je prisoten na steblih in koreninah, ki so se debelile le primarno. Zabeležen je bil tudi periderm, ki se nahaja na površini listov in sadežev (na primer jabolk, plodov jablane). Periderm nadomesti primarni krovni tkivi, epiderm (krovno tkivo nadzemnih delov rastlin) in rizoderm (krovno tkivo korenin). Sekundarno krovno tkivo gradijo tri glavne plasti, zunanja je felem ali pluta; srednja je meristem, ki se imenuje felogen ali plutni kambij; v neposrednim stiku s parenhimatskimi celicami skorje pa je feloderm ali plutna skorja. Glavna vloga periderma je zaščita pred zunanjimi dejavniki biotskega in abiotskega izvora; denimo pred izhlapevanjem, vdorom patogenov (gliv ali drugih mikroorganizmov), vročino, mrazom, mehanskimi poškodbami in drugimi. Pomembno nalogo pa opravlja tudi s tem, da dovoljuje izmenjavo nekaterih snovi, ki so bistvene za delovanje celic v tkivih debla (na primer voda in zračni plini).

## Nastanek in zgradba
Periderm se razvije pri rastlinah, ki doživijo sekundarno debelitev (krepitev) svojega stebla ali korenin, zato ga denimo ne najdemo pri enokaličnicah in nekaterih golosemenkah ter kritosemenkah. Potreba po novem krovnem tkivu se pojavi s širjenjem notranjih tkiv, ki ustvarjajo pritisk na epiderm ali rizoderm, zaradi česar začne rastlinska povrhnjica na določenih mestih pokati, saj ni dovolj elastična, da bi zdržala tolikšne pritiske. Kot odgovor na opisano težavo rastlina iz subepidermalnih celic (ležečih pod epidermom) tvori novi meristematsko tkivo, ki se imenuje felogen ali plutni kambij, in predstavlja sekundarno meristematsko tkivo (nastalo kasneje v razvoju rastline).
Periderm običajno gradijo tri ločene plasti; poleg felogena (ki igra vlogo lateralnega meristema in nastaja z dediferenciacijo parenhimatskih celic) se v tem krovnem tkivu pojavljata tudi feloderm in felem. Feloderm ali plutna skorja je sestavljen iz živih parenhimatskih celic in celic opornih tkiv, ki so navadno kolenhimi. Po drugi strani je felem ali pluta, kot ga pogosto imenujejo, iz celic z odebeljenimi celičnimi stenami, v katere je vložen suberin (polimer višjih maščobnih kislin in aromatskih alkoholov z voskastimi lastnostmi) in občasno lignin. Pluta je lahko različne debeline, posebej odebeljena je pri hrastu plutovcu (Quercus suber), katerega pluto se uporablja v industriji, relativno tanka pluta pa prekriva gomolje krompirja (Solanum tuberosom). Starejše celice plute so mrtve.
Felem in feloderm sta posledica delovanja felogena, ki je lahko monoplevričen ali diplevričen. Monoplevričen felogen tvori celice plute samo v smeri navzven, njegovo nasprotje je diplevričen plutni kambij, ki celice ustvarja v obe smeri (navzven in navznoter). Posamezen felogen živi eno rastno sezono in mora vnovično nastati naslednje leto, mrtve celice pa so potisnjene proti zunanjosti, kjer se sčasoma tvori debela plast, ki sestavlja terciarno skorjo.

## Lenticele
Ker imajo celice felema s suberinom odebeljene celične stene, se pojavijo težave pri sprejemu vode in plinov, saj so medcelični prostori, ki bi dovoljevali prehod, odsotni, debele celične stene pa preprečujejo vstop večine snovi. Zaradi tega se v starejših in debelejših peridermih pojavijo tako imenovane lenticele ali prezračevalni kanali, ki jih gradijo polnilne celice felema in številni intercelulariji (medcelični prostori). Te strukture omogočajo prehajanje vode in plinov, a je izmenjava pasivna.

## Ranitveni periderm
Ob poškodbah rastline na mestu ranitve tvorijo novo tkivo, ki izvira iz bližnjih celic in se imenuje kalus. Ta ima pogosto svojo osnovo v plutnem kambiju, ki začne proizvajati tako imenovan ranitveni periderm (ali pluto). Mesto poškodbe kmalu zarastejo nediferencirane parenhimatske celice, ki so razporejene neenakomerno, variirajo v velikosti, imajo majhne vakuole, razmeroma velika celična jedra in nekoliko debelejše celične stene, ki pa so primarne po svojem nastanku. Iz kalusa se lahko kasneje potencialno razvijejo vsi tkivni tipi.